# Iglesia de San Donato (Génova)
La iglesia de San Donato es un edificio religioso católico en el centro histórico de Génova, ubicado en la plaza homónima en el distrito de Molo. Su comunidad parroquial forma parte del Arciprestazgo Centro Est de la archidiócesis de Génova.

## Historia
Las primeras certificaciones documentadas de la iglesia, dedicada desde sus orígenes al obispo mártir de Arezzo, datan del siglo XI, pero se cree que la iglesia primitiva fue construida en un período mucho más antiguo, probablemente en el siglo VII, aunque no queda nada de este primer lugar de culto.
El edificio actual, construido a principios del siglo XII y ampliado en la segunda mitad del mismo siglo, representa el ejemplo más significativo de la arquitectura románica genovesa. Está comprobado que en 1160 ya era una iglesia parroquial y sede de un colegio de canónigos; fue consagrado en 1189 por el arzobispo Bonifacio, quien había sido preboste en San Donato.
La estructura externa de la iglesia no sufrió cambios significativos a lo largo de los siglos, aunque algunas reparaciones después del daño causado por el bombardeo naval francés de 1684 terminaron alterando parcialmente la construcción original, en particular la zona del ábside. A mediados del siglo XIX, Michele Canzio realizó algunas intervenciones, pero solo hacia fines de siglo el edificio fue sometido a restauraciones sistemáticas por Alfredo D'Andrade, realizando este trabajo  en dos fases entre 1888 y 1895. Tal como se solía hacer en esa época, el arquitecto D'Andrade no se limitó a una restauración conservadora, sino que también realizó algunas modificaciones como la adición de un tercer orden de ventanas con gemas a la torre. El 4 de diciembre de 1892, al concluir la primera fase de la restauración, la iglesia fue nuevamente consagrada por el Arzobispo Tomás Reggio.
El techo de la nave central se rehízo con vigas de madera expuestas, después de que el ladrillo del siglo XVIII fuera destruido durante la Segunda Guerra Mundial por los bombardeos del 22 de octubre y el 6 de noviembre de 1942 y el 4 de septiembre de 1944, que también causaron daños en la zona del ábside provocados por el colapso de edificios cercanos, incluido el oratorio de la Muerte y la Misericordia, que fue completamente destruido.
Los trabajos de restauración realizados entre 1946 y 1951, además de reparar el daño causado por el bombardeo, también restauraron el estilo románico original, eliminando las superestructuras acumuladas a lo largo de los años. En particular, los ábsides laterales destruidos, que datan de la renovación del siglo XVIII, fueron reconstruidos en sillares de piedra sobre los cimientos originales del siglo XII que salieron a la luz durante las obras. Las únicas decoraciones internas siguen siendo los estucos de los capiteles corintios del siglo XIX, que contrastan con los cúbicos típicamente medievales en el área del crucero.

### El oratorio de la muerte y la misericordia
Adyacente al ábside de la iglesia, en Vico Biscotti, se encontraba el oratorio de Muerte y Misericordia, hogar de la Archicofradía de la Muerte, destruido por los bombardeos en la Segunda Guerra Mundial. Solo una gran placa en una pared del moderno edificio que ocupó el lugar del antiguo oratorio recuerda este antiguo lugar de culto, construido en 1637 con un diseño de Giovanni Battista Garrè y con frescos en 1680 de Giovanni Andrea Carlone. Como todos los oratorios de las cofradías, se cerró en 1811, pero a petición del cardenal Giuseppe Maria Spina se volvió a abrir en el mismo año.

## Galería
|            |
| Campanario |

|                     |
| Ábside y campanario |

|  |
|  |

|                                         |
| La Virgen y el Niño de Nicolò da Voltri |

|         |
| Pórtico |

|             |
| Inscripción |